# تپانچه ۵۰ متر

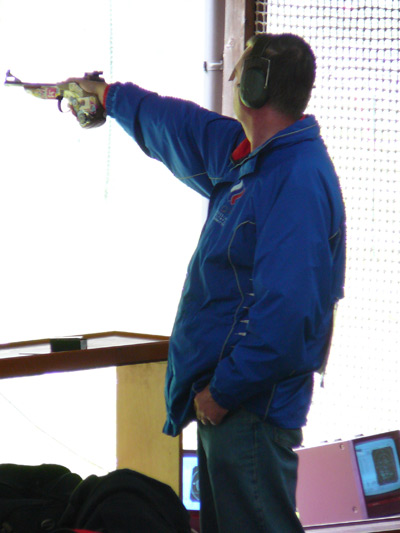

تپانچه ۵۰ متر که قبلاً و اکنون به‌طور غیر رسمی تپانچه آزاد هم نامیده می‌شود یکی از رشته‌های فدراسیون جهانی تیراندازی است. این رشته در میان رشته‌های تیراندازی با تپانچه از کمترین دقت برخوردار است و یکی از قدیمی‌ترین انواع تیراندازی است که ابداع آن به قرن نوزدهم میلادی بر می‌گردد و قوانین آن از دهه ۱۹۳۰ تا به حال تغییراتی به خود دیده است. بیشترین تغییرات در قوانین مربوط به مسافت (۳۰ متر، ۵۰ متر، ۵۰ یارد)، کالیبر فشنگ (۰٫۲۲، ۰٫۲۲lr، ۰٫۴۴CF)، نوع تپانچه (فقط هفت‌تیر، هفت‌تیر یا تپانچه، هر نوع تپانچه) و زمان مسابقه (۶ ساعت، ۳ ساعت، ۲ ساعت، ۱ ساعت و ۱۵ دقیقه) و اخیراً شکل برگزاری فینال مسابقه (جمع امتیازهای مقدماتی با فینال، شروع دوباره از صفر، تعداد شلیک در مرحله فینال) است. این رشته به همراه تفنگ آزاد ۳۰۰ متر تنها رشته‌هایی هستند که هدف آن‌ها از زمان ابداع آن‌ها بی‌تغییر مانده است.

## هدف
هدف این رشته، مثل هدف تپانچه آتش مرکزی ۲۵ متر است. هدف، در حالت سنتی از یک کاغذ کم‌رنگ به ابعاد ۵۵×۵۵ سانتی‌متر ساخته می‌شود. برای بهبود دید تیرانداز، محدوده امتیازهای ۷ تا ۱۰ به رنگ سیاه چاپ می‌شود. دایره‌های امتیاز به صورت متحدالمرکز با ضخامت ۰٫۲ تا ۰٫۵ میلی‌متر، از ۱۰ تا ۱ چاپ می‌شوند. مقدار امتیازهای ۱ تا ۹ به صورت افقی در خطوط افقی و عمودی روی هدف نشان داده می‌شود. همچنین یک دایره اضافی، درون دایره ۱۰ چاپ می‌شود که نمره اضافی ندارد، ولی در رده‌بندی برای شرایطی که امتیاز دو یا چند نفر برابر باشد، به کار می‌رود. قطر دایره امتیاز ۱۰، ۵۰ میلی‌متر است. برای سایر امتیازها نیز قطر دایره مربوطه ۵۰ میلی‌متر از دایره قبلی بزرگتر است. (برای نمونه، قطر دایره امتیاز ۱ برابر ۵۰۰ میلی‌متر است.) همچنین قطر دایره داخلی ۱۰، ۲۵ میلی‌متر می‌باشد.
در سال‌های اخیر در بسیاری از مسابقات، به جای هدف کاغذی از هدف الکترونیکی استفاده می‌شود. هدف کاغذی باید پس از تعداد معینی شلیک، تعویض شود و امتیاز آن پس از تحویل به داور، محاسبه و ثبت می‌شود. در حالی‌که در هدف الکترونیکی، نیازی به تعویض هدف وجود ندارد و امتیاز هر شلیک، به سرعت روی نمایشگر ثبت می‌شود و در اختیار تیرانداز و داور، قرار می‌گیرد.

## تجهیزات
تپانچه  در این رشته باید کالیبر ۰٫۲۲ باشد که از فشنگ‌های کالیبر ۰٫۲۲ بلند استفاده می‌شود و هر بار پر کردن اسلحه، برای یک شلیک است. بر طیق قانون، اسباب نشانه روی آن باز یا فلزی می‌باشد. (برای مثال اسباب نشانه روی لیزری یا اپتیکال مجاز نیست.) همچنین اسلحه باید با یک دست نگه داشته شود و هیچ یک از دیگر اعضای بدن تیرانداز نباید دخالتی در آن داشته باشد. جدای از آن، عملاً قانون دیگری برای این تپانچه وجود ندارد. نام قدیمی این رشته (تپانچه آزاد) گواه این مسئله است. وزن ماشه می‌تواند تا کمترین میزان که ورزشکار بخواهد باشد. شکل قبضه می‌تواند طوری طراحی شده باشد که بالاترین میزان ارگونومی را برای دست ورزشکار فراهم آورد به شرطی که مچ دست آن را لمس نکند و همچنین منعی در اندازه و وزن سلاح نیست. تپانچه‌های دقیق با لولهٔ بلند، قبضه‌هایی که با دست تیرانداز فیت شده، وزن ماشه خیلی سبک و... اغلب خودشان تپانچه آزاد نامیده می‌شوند.

## نحوه برگزاری

### مرحله مقدماتی
ابتدا یک زمان ۱۵ دقیقه‌ای به عنوان زمان آماده‌سازی و قلق در اختیار تیراندازان قرار می‌گیرد که می‌توانند در این مدت، تعداد نامحدودی شلیک انجام دهند. پس از پایان این زمان، مسابقه اصلی با فرمان استارت سرداور آغاز می‌شود. مدت مسابقه، اگر از هدف کاغذی استفاده شود، ۱۰۵ دقیقه و اگر از هدف الکترونیکی استفاده شود، ۹۰ دقیقه است که باید در این مدت، ۶۰ شلیک را انجام دهند.

### مرحله نهایی
مشابه تپانچه بادی ۱۰ متر، در پایان مرحله مقدماتی، ۸ نفری که بالاترین امتیاز را کسب کنند، برای مرحله نهایی انتخاب می‌شوند. طبق قوانین جدید که از ابتدای سال ۲۰۱۳ (میلادی) اجرا می‌شود، در مرحله نهایی، پس از زمان آماده‌سازی و قلق که مدت آن ۵ دقیقه است؛ نخست همه تیراندازان، دو سری سه‌تایی شلیک (هر سری در مدت ۱۵۰ ثانیه) انجام می‌دهند. پس از آن، شلیک‌ها در سری‌های دوتایی (هر شلیک در مدت ۵۰ ثانیه) ادامه می‌یابد و پس از هر سری، تیراندازی که پایین‌ترین امتیاز را (در مجموع شلیک‌های مرحله نهایی) داشته‌باشد، حذف می‌شود. این روند، تا هنگامی که رده‌بندی به صورت کامل مشخص شود، ادامه می‌یابد. به عبارت دیگر، دو نفری که برای مدال طلا رقابت می‌کنند، در طول مرحله نهایی ۲۰ تیر (شامل دو سری سه‌تایی و هفت سری دوتایی) شلیک خواهند کرد.[۳]
همچنین در مرحله نهایی، امتیازات به صورت دهمی محاسبه می‌شود. به عبارت دیگر، محدوده هر امتیاز به ۱۰ دایره کوچکتر با فواصل مساوی‌ (۰٫۸ میلی‌متر) تقسیم می‌شود. به این ترتیب، برای نمونه، امتیاز ۱۰ شامل امتیازات ۱۰٫۰ تا ۱۰٫۹ خواهد بود.

## رکوردداران در جهان و ایران
رکورد جهانی این رشته ۵۸۳ است که در مسابقات قهرمانی جهان گرانادای اسپانیا در سال ۲۰۱۴ به وسیله جین جونگ او از کره جنوبی به دست آمده است. رکورد ملی ایران نیز ۵۶۲ است که به وسیله محمد احمدی در سال ۱۳۹۰ به ثبت رسیده است.